# Goose Creek (Kentucky)
Pour les articles homonymes, voir Goose Creek.
Goose Creek est une ville américaine située dans le comté de Jefferson, dans le Kentucky. Selon le recensement de 2020, sa population est de 303 habitants.